# Kościół Przemienienia Pańskiego i Świętego Stanisława w Przedwojewie
Kościół Przemienienia Pańskiego i świętego Stanisława w Przedwojewie – rzymskokatolicki kościół filialny należący do parafii św. Józefa w Ciechanowie (dekanat ciechanowski wschodni diecezji płockiej).

## Historia
W 1620 roku Marcin Przedwojewski w ogrodzie obok dworu zbudował kaplicę, która opiekowali się zakonnicy z klasztoru augustianów w Ciechanowie. Pod koniec XVIII wieku, prawdopodobnie około 1773 roku na miejscu uszkodzonej kaplicy zbudowano nowy kościół, który zachował się do dziś. 
W 1888 roku został wyremontowany dzięki staraniom rodziny Dembowskich. 
Budynek drewniany, jednonawowy, wybudowany w konstrukcji zrębowej. Świątynia jest nieeorientowana. Jej prezbiterium jest mniejsze w stosunku do nawy, zamknięte  trójbocznie, z boku znajduje się zakrystia, a z boku nawy  kruchta. Budynek nakryty jest dachem dwukalenicowym, krytym gontem, na nim została umieszczona ośmiokątna wieżyczka na sygnaturkę.
Wnętrze nakryta jest belkowym stropem płaskim. Chór muzyczny podparto dwoma profilowanymi słupami, na chórze umieszczono organy z 1900 roku. Na belce tęczowej znajduje się krucyfiks z XVII wieku. 
Ołtarz główny w stylu późnobarokowym pochodzi z 2 połowy XVIII wieku. Ambona i konfesjonał powstały w XVIII wieku. Pod świątynią znajduje się krypta rodziny Dembowskich.